# Rakovo
Rakovo (ungarisch Nagyrákó) ist eine Gemeinde im Norden der Slowakei mit 398 Einwohnern (Stand 31. Dezember 2024), die zum Okres Martin, einem Teil des Žilinský kraj, gehört und zur traditionellen Landschaft Turz gezählt wird.

## Geographie
Die Gemeinde befindet sich im Mittelteil des Turzbeckens (slowakisch Turčianska kotlina) am rechten Ufer des Turiec, knapp oberhalb der Mündung dessen rechtsufrigen Zuflusses Blatnický potok. Das Ortszentrum liegt auf einer Höhe von 429 m n.m. und ist 10 Kilometer von Martin entfernt.
Nachbargemeinden sind Príbovce im Norden, Ďanová im Osten, Karlová und Laskár im Süden, Ležiachov im Südwesten und Benice im Westen.

## Geschichte

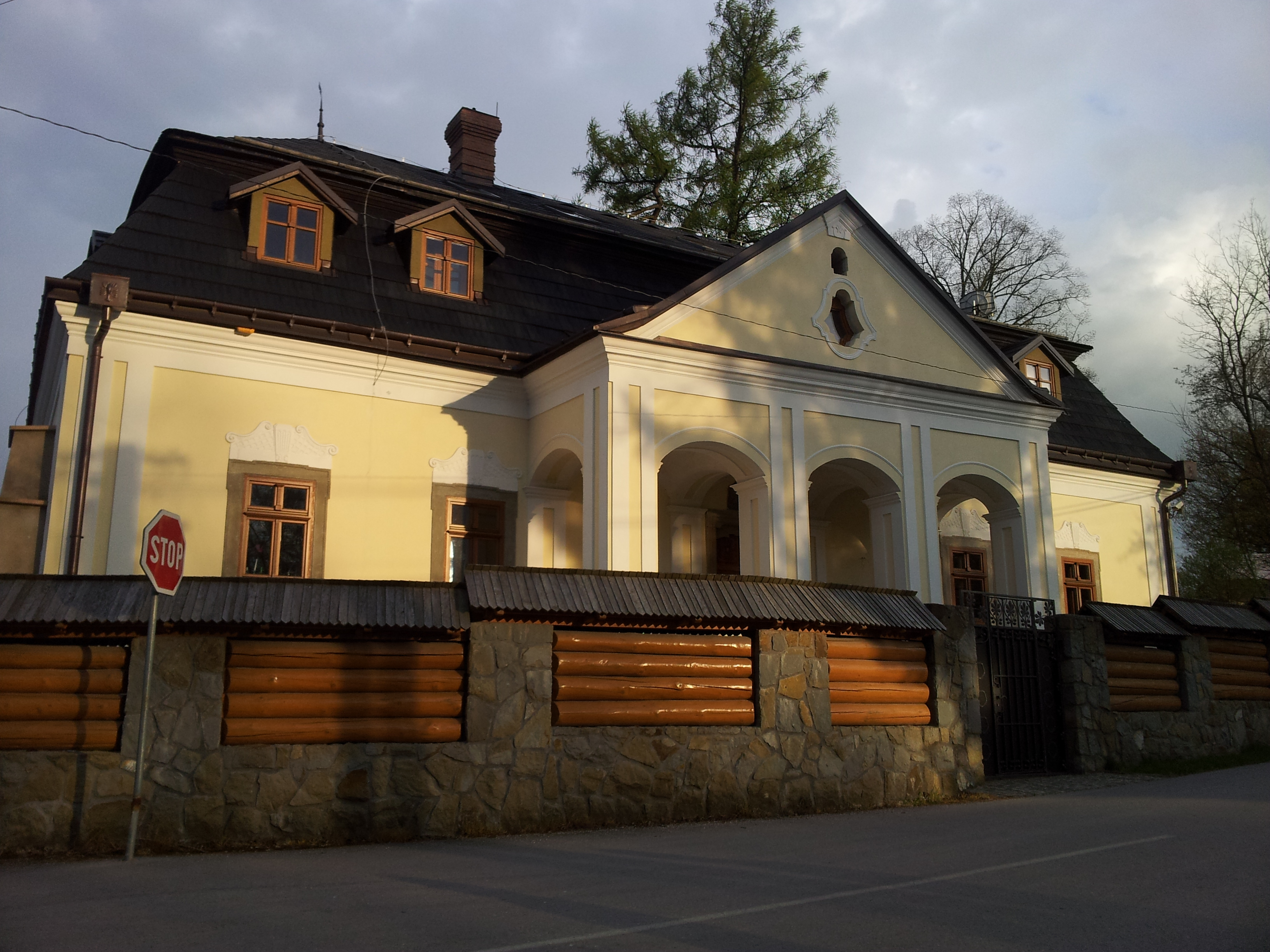
Historischer Landsitz des Geschlechts Rakovský im Ort

Rakovo wurde zum ersten Mal 1244 in einem Schenkungsakt von Béla IV. an den Kaplan Martin als Rakouch schriftlich erwähnt. Weitere historische Namensformen sind unter anderen Rakouch (1351), Rakov (1489), Rakowfalwa (1543), Rakowa (1622), Nagy Rokó alias Rakowo (1736) und Welke Rakowo (1773) Vom 13. bis zum 20. Jahrhundert war das Dorf Besitz des Turoczer Adelsgeschlechts Rakovszky Í(de Nagyrákó ), das maßgeblich an der Geschichte des Ortes beteiligt ist. 1785 hatte die Ortschaft 35 Häuser und 237 Einwohner, 1828 zählte man 32 Häuser und 204 Einwohner, die als Landwirte beschäftigt waren. 1902 wurde der bisher selbständige Ort Lehôtka eingemeindet.
Bis 1918 gehörte der im Komitat Turocz liegende Ort zum Königreich Ungarn, kam danach zur Tschechoslowakei beziehungsweise heute Slowakei.

## Bevölkerung
| Jahr                | 1994 | 2004     | 2014    | 2024     |
| ------------------- | ---- | -------- | ------- | -------- |
| Anzahl der Personen | 242  | 317      | 333     | 398      |
| Unterschied         |      | +30,99 % | +5,04 % | +19,51 % |

| Jahr                | 2023 | 2024    |
| ------------------- | ---- | ------- |
| Anzahl der Personen | 385  | 398     |
| Unterschied         |      | +3,37 % |

Nach der Volkszählung 2011 wohnten in Rakovo 311 Einwohner, davon 299 Slowaken und ein Tscheche. Ein Einwohner gab eine andere Ethnie an und 10 Einwohner machten keine Angabe zur Ethnie.
138 Einwohner bekannten sich zur römisch-katholischen Kirche, 76 Einwohner zur Evangelischen Kirche A. B. sowie jeweils ein Einwohner zur evangelisch-methodistischen Kirche und zur jüdischen Gemeinde. 73 Einwohner waren konfessionslos und bei 22 Einwohnern wurde die Konfession nicht ermittelt.

## Bauwerke

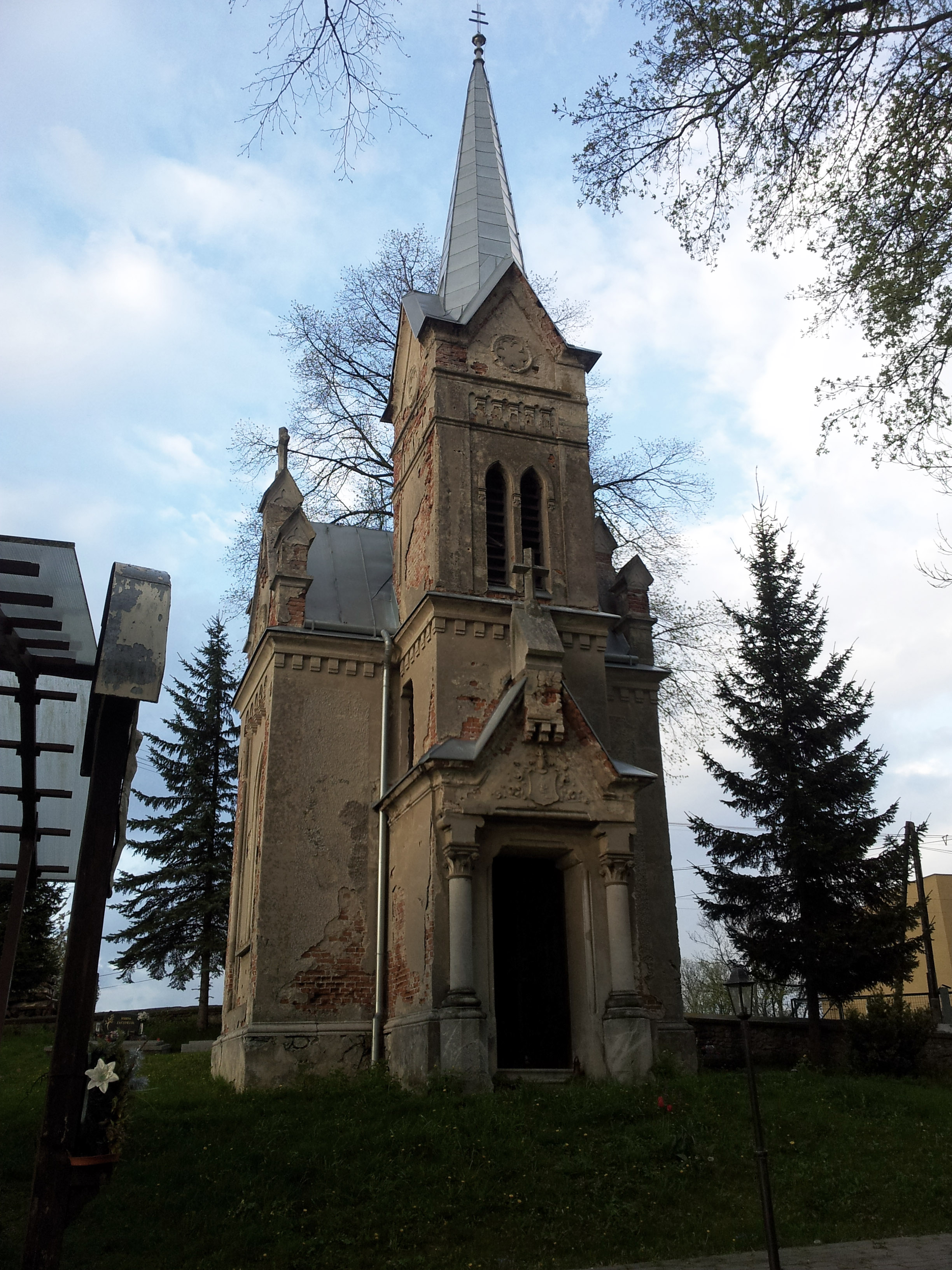
Friedhofskapelle des Geschlechts Rakovszky

- Landsitz im Barockstil aus dem Jahr 1763, in der ersten Hälfte des 19. Jahrhunderts klassizistisch gestaltet
- Friedhofskapellen aus der zweiten Hälfte des 19. Jahrhunderts

## Verkehr
In Rakovo befindet sich der Bahnhof Príbovce-Rakovo an der Bahnstrecke Salgótarján–Vrútky (Teilstrecke Diviaky–Vrútky). Östlich am Ort vorbei verläuft die Straße 1. Ordnung 65 zwischen Martin und Turčianske Teplice.

## Söhne und Töchter der Gemeinde
- Martin Rakovszky (1535?–1579), Dichter und humanistischer Gelehrter
- Martin Rakovszky (1755–1828) huszár general, Freiherr
- Tido J. Gašpar (1893–1972), Schriftsteller